# Guys 'n' Dolls
Guys 'n' Dolls ook wel Guys & Dolls en Guys 'n Dolls was van 1974 tot en met 1985 een Britse popgroep.

## Ontstaan
De popgroep werd in 1974 opgericht. Zij scoorden enkele grote hits, waarvan You're my world zelfs een nummer 1-notering haalde. De band bestond uit de leden Paul Griggs (20 november 1944), David Van Day (1956), Thereza Bazar (1957), Dominic Grant (1949-2020), Martine Howard en Julie Forsyth (1958).
Bazar en Van Day verlieten de groep in 1977 en oogstten veel succes in Groot-Brittannië als het duo Dollar. 
Met de overgebleven vier leden Griggs, Howard, Grant en Forsyth vervolgde Guys 'n' Dolls zijn weg. In 1980 verhuisde de band naar Nederland, waar zij met platenproducent Gerard Stellaard gingen werken.
Guys 'n' Dolls viel in 1985 uiteen, waarna Grant & Forsyth als duo verder gingen en enkele hits scoorden. Howard had in 1989 nog een hit samen met Rob de Nijs met de single Duet (Ik hou alleen van jou).

## Discografie

### Albums
- 1975 Guys 'n' Dolls
- 1976 The Good Times
- 1977 Together
- 1980 Our Songs
- 1982 Happy Together
- 1998 Back on Track

### Singles
| Single met eventuele hitnotering(en) in de Nederlandse Top 40 | Datum van verschijnen | Datum van binnenkomst | Hoogste positie | Aantal weken | Opmerkingen                 |
| ------------------------------------------------------------- | --------------------- | --------------------- | --------------- | ------------ | --------------------------- |
| There's a whole lot of loving                                 | 1975                  | 26-04-1975            | 7               | 10           | Nr. 9 in de Single Top 100  |
| You're my world                                               | 1977                  | 23-04-1977            | 1(3wk)          | 15           | Nr. 1 in de Single Top 100  |
| Mamacita                                                      | 1977                  | 09-07-1977            | 5               | 10           | Nr. 7 in de Single Top 100  |
| You don't have to say you love me                             | 1977                  | 03-09-1977            | 10              | 9            | Nr. 12 in de Single Top 100 |
| Angel of the Morning                                          | 1977                  | 12-11-1977            | 14              | 8            | Nr. 11 in de Single Top 100 |
| Only loving does it                                           | 1978                  | 15-04-1978            | tip10           | -            |                             |
| Something's gotten hold of my heart                           | 1978                  | 11-11-1978            | tip16           | -            | Nr. 48 in de Single Top 100 |
| How do you mend a broken heart                                | 1979                  | 04-08-1979            | 15              | 7            | Nr. 12 in de Single Top 100 |
| Our song                                                      | 1980                  | 19-04-1980            | 7               | 9            | Nr. 9 in de Single Top 100  |
| Love lost in a day                                            | 1980                  | 27-09-1980            | 21              | 8            | Nr. 19 in de Single Top 100 |
| I got the fire in me                                          | 1981                  | 07-11-1981            | 26              | 7            | Nr. 22 in de Single Top 100 |
| Broken dreams                                                 | 1982                  | 15-05-1982            | 12              | 7            | Nr. 12 in de Single Top 100 |
| I heard it on the radio                                       | 1982                  | 06-11-1982            | tip3            | -            | Nr. 48 in de Single Top 100 |
| Glory to the beautiful people                                 | 1983                  | 30-07-1983            | tip17           | -            |                             |
| I feel like cryin'                                            | 1984                  | 26-05-1984            | tip10           | -            |                             |
| Phoney people                                                 | 1985                  | 26-01-1985            | tip13           | -            |                             |

| Single met hitnotering(en) in de Vlaamse Ultratop 50 | Datum van verschijnen | Datum van binnenkomst | Hoogste positie | Aantal weken | Opmerkingen |
| ---------------------------------------------------- | --------------------- | --------------------- | --------------- | ------------ | ----------- |
| There's a whole lot of loving                        | 1974                  | 31-05-1975            | 19              | 5            |             |
| You're my world                                      | 1977                  | 30-04-1977            | 1(2wk)          | 13           |             |
| Mamacita                                             | 1977                  | 23-07-1977            | 8               | 8            |             |
| You don't have to say you love me                    | 1976                  | 10-09-1977            | 8               | 10           |             |
| Angel of the morning                                 | 1977                  | 03-12-1977            | 16              | 3            |             |
| How do you mend a broken heart                       | 1979                  | 08-09-1979            | 16              | 4            |             |
| Our song                                             | 1980                  | 24-05-1980            | 24              | 4            |             |
| I got the fire in me                                 | 1981                  | 05-12-1981            | 16              | 5            |             |
| Broken dreams                                        | 1982                  | 05-06-1982            | 14              | 7            |             |

### NPO Radio 2 Top 2000
Van Guys 'n' Dolls stond alleen There's a Whole Lot of Loving in 2001 in de NPO Radio 2 Top 2000, op plek 1883.

## Trivia
- Martine Howard is getrouwd geweest met arrangeur, producent en componist Gerard Stellaard.
- Grant en Forsyth waren met elkaar getrouwd en hebben samen ook kinderen.
- Julie Forsyth was de dochter van de Britse quizmaster Bruce Forsyth.